# Juan Respuela
Juan Cruz Respuela (Mercedes, 26 giugno 1991) è un ex calciatore argentino, di ruolo centrocampista.

## Carriera
Nella stagione 2010-2011 ha giocato 5 partite in massima serie con il Racing Club.